# Frühe Schriften der Reformationsbewegung
Als Frühe Schriften der Reformationsbewegung initiiert von Martin Luther wird eine Gruppe von 14 Manuskripten und Originaldrucken aus dem 16. Jahrhundert bezeichnet, die 2015 gemeinsam in das Weltdokumentenerbe in Deutschland aufgenommen wurden.
Die ausgewählten Schriften sollen auf exemplarische Weise veranschaulichen, wie ein religiöser, kirchenkritischer Impuls sich weiterentwickelte und zu politischen und sozialen Veränderungen führte. Zugleich stehen sie auch für den Übergang vom Manuskript zu Printmedien, einem technischen Fortschritt, der zur Ausbreitung der Reformation wesentlich beitrug. Sie illustrieren die verschiedenen Wege, auf denen Martin Luther seine Anliegen in der Öffentlichkeit bekannt machte (Martin Luther und die Druckmedien). Mit der Reformation entstanden neue Formen der Volksfrömmigkeit, die Bildung wurde modernisiert, und die Volkssprache gewann an Bedeutung.
Das Leibniz-Institut für Europäische Geschichte in Mainz wählte in Kooperation mit Luther- und Reformationsforschern aus der ganzen Welt die nominierten Dokumente aus.
| Bild | Ort                    | Bibliothek oder Archiv                                           | Signatur                            | Dokument | Beschreibung |
| ---- | ---------------------- | ---------------------------------------------------------------- | ----------------------------------- | --- | --- |
|      | Wolfenbüttel           | Herzog-August-Bibliothek                                         | Codex Guelferbytanus 71.4 Theol. 4° | Wolfenbütteler Psalter | Zusammen mit dem Scholienheft steht der Wolfenbütteler Psalter für den Beginn von Luthers Tätigkeit als Professor. |
|      | Dresden                | Sächsische Landesbibliothek – Staats- und Universitätsbibliothek | Mscr.Dresd.A.138                    | Commentarius in psalmos Davidis | Autograph, von Luther zum Druck ausgearbeitet, der aber nicht zustande kam. |
|      | Dessau                 | Anhaltische Landesbücherei                                       | Georg 1049a                         | Mitschrift des Studenten Sigismund Reichenbach von Luthers Vorlesung über den Römerbrief 1515/16                                                              | Dass eine studentische Mitschrift erhalten blieb, zeigt, dass die Römerbriefvorlesung Aufsehen erregte. |
|      | Berlin                 | Staatsbibliothek zu Berlin – Preußischer Kulturbesitz            | Inc. 2840                           | Luthers Handexemplar der gedruckten hebräischen Bibelausgabe Brescia 1494                                                                                     | Dieses Buch aus Luthers Privatbibliothek steht für Luthers Interesse an der hebräischen Sprache und seine philologische Arbeitsweise.                                                                                   |
|      | Berlin                 | Staatsbibliothek zu Berlin – Preußischer Kulturbesitz            | gr. 2° Luth. 54                     | Plakatdruck von Luthers 95 Thesen (Hieronymus Höltzel, Nürnberg 1517)                                                                                         | Mit den 95 Thesen wandte sich Luther an die gelehrte Öffentlichkeit. |
|      | Weimar                 | Herzogin Anna Amalia Bibliothek                                  | Auth. Luth. 1518 (9)                | „Eynn Sermon von dem Ablasz vnnd gnade“ (Johann Grunenberg, Wittenberg 1518)                                                                                  | Dieser volkssprachliche Sermon war Luthers erster großer publizistischer Erfolg. Er enthält bereits Luthers Rechtfertigungslehre in einfacher Form.                                                                     |
|      | Gotha                  | Forschungsbibliothek Gotha                                       | Theol. 4° 00224/08 (08)             | „Von der Freiheit eines Christenmenschen“ (Johann Grunenberg, Wittenberg 1520)                                                                                | Das Dokument steht stellvertretend für Luthers Schriften des Jahres 1520. „Mit der Freiheitsschrift erzielte er einen ungeheuren publizistischen Erfolg weit über die damaligen Territorial- und Reichsgrenzen hinaus.“ |
|      | Weimar                 | Thüringisches Hauptstaatsarchiv, Ernestinisches Gesamtarchiv     | Reg. E 81                           | Eigenhändiger Entwurf Luthers für seine Rede am 18. April 1521 vor dem Reichstag in Worms                                                                     | Das Manuskript geriet in das kurfürstliche Archiv in Torgau und wurde nach der Schlacht bei Mühlberg nach Weimar überführt, wo es vom Archivar August Hugo Burkhardt entdeckt und 1866 publiziert wurde.                |
|      | Lutherstadt Wittenberg | Lutherhaus, Stiftung Luthergedenkstätten in Sachsen-Anhalt       | I 5/1387                            | Eigenhändiger Brief Luthers an Kaiser Karl V. (28. April 1521)                                                                                                | In diesem Brief blickte Luther auf seine Anhörung auf dem Wormser Reichstag zurück. |
|      | Wolfenbüttel           | Herzog-August-Bibliothek                                         | Bibel-S. 4° 257                     | „Das Newe Testament Deutzsch“ (Melchior Lotter, Wittenberg 1522)                                                                                              | Das Septembertestament war die durchkorrigierte Fassung der Übersetzung des Neuen Testaments, die Luther auf der Wartburg angefertigt hatte.                                                                            |
|      | Weimar                 | Herzogin Anna Amalia Bibliothek                                  | Cl I: 58 (b) und (c)                | Weimarer Lutherbibel von 1534: „Biblia das ist die gantze Heilige Schrifft Deudsch. Mart. Luth., Wittenberg“ (Hans Lufft, Wittenberg 1534)                    | |
|      | Heidelberg             | Universitätsbibliothek Heidelberg                                | Cod. Pal. Germ. 793                 | Lied-Einblattdruck „Nun freut euch, lieben Christen gmein“ (Philipp Ulhart, Augsburg 1524)                                                                    | Das Singen von Reformationsliedern war eine Praxis, mit der reformatorische Inhalte angeeignet wurden. |
|      | Worms                  | Stadtbibliothek Worms                                            | Mag-LB 181                          | „An die Radherrn aller stedte deutsches lands: das sie Christliche schulen auffrichten vnd hallten sollen“ (Lukas Cranach, Christian Döring, Wittenberg 1524) | Mit der Ratsherrenschrift forderte Luther die politische Obrigkeit auf, Verantwortung für die Bildung der Jugend wahrzunehmen.                                                                                          |
|      | Jena                   | Thüringer Universitäts- und Landesbibliothek                     | 4 Bud. Var. 635 (8)                 | „Deudsche Messe vnd ordnung Gottis diensts“ (Melchior Lotter, Wittenberg 1526)                                                                                | Luthers relativ spät entstandene Deutsche Messe sollte der aktiven, verstehenden Teilnahme der Gemeinde am Gottesdienst dienen.                                                                                         |